# Mala Njemačka
Mala Njemačka (njem. Kleindeutschland) ili malonjemačko rješenje (njem. Kleindeutsche Lösung) nazivu su za projekt ujedinjenja Njemačke tijekom Njemačke  revolucije 1848. i 1849. koji su isključivali Austriju iz buduće njemačke države. Projekt Male Njemačke nastao je kao alternativa ideji Velike Njemačke koja je izvorno zagovarala ujedinjenje dijela habsburške Austrije s ostalim njemačkim državama.
Uvođenje Austrije i drugih habsburških zemalja Njemačku bi dovelo u sukob s mađarskim, talijanskim te slavenskim nacionalnostima koje su nastanjivale austrougarske prostore, a posredno s Rusijom i drugim velikim silama, a problem je bio i odnos moći Austrije i Pruske.
Projekt Male Njemačke prevagu je odnio nakon prusko-austrijskoga rata kada je 1866. stvoren Sjevernonjemački Savez, a 1870. i 1871. Njemačka je formalno ujedinjena kao Drugi Reich.
Nakon Prvoga svjetskog rata ideju Male Njemačke formalizirale su pobjedničke sile Antante spriječivši ujedinjenje Weimarske republike i Austrije. Nakon što je ideja Velike Njemačke pobijeđena u Drugome svjetskom ratu, Mala Njemačka formalno je ustanovljena i zabranom Anschlussa u ustavima Njemačke i Austrije.

## Literatur
- Ernst Rudolf Huber: Deutsche Verfassungsgeschichte seit 1789. Band II: Der Kampf um Einheit und Freiheit 1830 bis 1850. 3. Auflage, W. Kohlhammer, Stuttgart [u. a.] 1988, S. 800/801.
- Frank Möller: Heinrich von Gagern. Eine Biographie. Habilitationsschrift, Universität Jena, 2004, S. 324/325.